# Elsie Windes
Elsie Windes, née le 17 juin 1985 à Portland (Oregon), est une joueuse américaine de water-polo. Elle possède à son palmarès deux médailles olympiques: l'or en 2012 et l'argent en Jeux olympiques d'été de 2008. Elle a aussi remporté le Championnat du monde de water-polo 2009.

## Palmarès
- Jeux olympiques d'été de 2012 à Londres ( Royaume-Uni)
  -  médaille d'or au tournoi olympique

- Jeux olympiques d'été de 2008 à Pékin ( Chine)
  -  médaille d'argent au tournoi olympique

- Championnat du monde 2009 à Rome ( Italie)
  -  médaille d'or au championnat du monde